# Золтан Немере
Золтан Немере (угор. Nemere Zoltán, нар. 20 квітня 1942, Бокод, Угорщина — 6 травня 2001, Фелдьо, Угорщина) — угорський фехтувальник на шпагах, дворазовий олімпійський чемпіон (1964 та 1968 роки), триразовий чемпіон світу.

## Виступи на Олімпіадах
| Олімпіада   | Дисципліна          | Місце |
| ----------- | ------------------- | ----- |
| Токіо 1964  | індивідуальна шпага | 9     |
| Токіо 1964  | командна шпага      | 1     |
| Мехіко 1968 | індивідуальна шпага | 13    |
| Мехіко 1968 | командна шпага      | 1     |